# Мур, Генри, 12-й граф Дрохеда
Генри Дермот Понсонби Мур, 12-й граф Дрохеда (англ. Henry Dermot Ponsonby Moore, 12th Earl of Drogheda; род. 14 января 1937) — британский дворянин, фотограф, профессионально известный как Дерри Мур. Он носил титул учтивости — виконт Мур с ноября 1957 по декабрь 1989 года.

## Биография
Родился 14 января 1937 года в Лондоне. Единственный сын Чарльза Мура, 11-го графа Дрохеда (1910—1989). Его матерью была покойная Джоан Элеонора Карр (? — 1989), дочь Уильяма Генри Карра и Лилиан Мэри Уайт.

## Образование и карьера
Лорд Дрохеда получил образование в Итонском колледже, затем изучал живопись в Школе искусств Оскара Кокошки в Зальцбурге, Австрия. После непродолжительной работы туристическим агентом в Нью-Йорке он брал уроки фотографии у британского фотографа Билла Брандта.
Тогдашний виконт Мур (таким он был до наследования графства в декабре 1989 года) начал свою профессиональную карьеру в 1973 году по заказу американского журнала Architectural Digest. В 1992 году он сфотографировал принцессу Уэльскую, принца Уильяма и принца Гарри. Его портрет, сделанный в Кенсингтонском дворце, был использован принцессой на её рождественских открытках в том году .
Лорд Дрохеда также фотографировал королеву Елизавету II, покойную королеву-мать Елизавету, Индиру Ганди, Рональда Рейгана, Дэвида Боуи, Иман, Бенедикта Камбербэтча и Хелену Бонэм Картер, а также многих других личностей.
В настоящее время лорд Дрохеда является ведущим фотографом архитектурных интерьеров и иллюстратором книг, а также имеет портреты, опубликованные в Country Life и Vogue. Тридцать семь созданных им портретов нахолятся в коллекции Национальной портретной галереи.

## Книги
- Rooms (Rizzoli, 14 November 2006, ISBN 0-8478-2826-3)
- Notting Hill (Frances Lincoln, 1 November 2007, ISBN 0-7112-2739-X)
- In House (Rizzoli, 1 October 2009, ISBN 0-8478-3349-6)
- An English Room (Prestel, 17, September 2013, ISBN 9780297788904)[6]

## Личная жизнь
Лорд Дрохеда был дважды женат. Его первой женой была Элиза Уинн Ллойд (умерла 7 мая 2008 года). Она была единственной дочерью Стейси Баркрофта Ллойда-Младшего и его первой жены, Рейчел Ламберт, падчерице американского банкира и коллекционера произведений искусства Пола Меллона, и правнучке Джордана Уита Ламберта, соавтора изобретения листериновой жидкости для полоскания рта. Они поженились 15 мая 1968 года и развелись в 1972 году. Кэролайн Кеннеди была цветочницей на свадьбе пары, а Джон Ф. Кеннеди-Младший — пажом . У тогдашних виконта и виконтессы Мур детей не было, и она больше не выходила замуж.
Второй женой графа Дрохеды стала Александра Николетт Хендерсон (род. 31 августа 1953), дочь британского дипломата сэра Николаса Хендерсона и его жены, бывшей Мэри Барбер (урождённой Кавадиас). Они поженились в Париже в 1978 году, и у них трое детей:
- Бенджамин Гаррет Хендерсон Мур, виконт Мур (род. 21 марта 1983)
- достопочтенный Гаррет Александр Мур (род. 1986)
- леди Марина Элис Мур (род. 1988).

Александра Хендерсон, леди Дрохеда, была продюсером и редактором в отделах новостей и текущих дел Би-би-си, BBC1 и Talent TV.